# Morteruelo
El morteruelo es un guiso típico de la zona oriental de Guadalajara, Cuenca y Albacete -donde se le conoce como ajo mataero- elaborado con hígado de cerdo (y a veces se le añaden otras carnes de caza menor y volatería como lomo de cerdo, pollo o gallina, conejo, etc.), especias y pan rallado, todo ello bien machacado en un mortero para que el resultado sea una pasta. El nombre proviene etimológicamente del empleo de este utensilio de cocina para su elaboración. La similitud con el paté es mencionada por diversos autores.

## Historia
Existen referencias documentales de este antiguo plato (pero con otra denominación) ya en el siglo XI, en el Fuero de Molina. Hay referencias escritas de este plato en el libro del siglo XV Ruperto de Nola Libre del Coch en el que aparece como "del potaje dicho morteruelo", en el que aconseja asar pan duro, un queso de Aragón y una pierna de carnero cocida: todo ello machacado en un mortero, para diluirlo emplea leche de cabras y almendras. Se deja cocer y se decora con cilantro. Ya en el siglo XIX un sainetero denominado Tomás Luceño dedica la receta en forma de verso.

## Elaboración
El morteruelo alterna hígado de cerdo y carne de caza. Se rehoga el hígado en aceite y con ajo. Después se pone a cocer con agua y junto con las especias, el pan rallado y las otras carnes si es que se las quiere añadir. Debe cocer mucho para que se pueda deshacer bien. Cuando ya están listas las carnes, se sacan de la cazuela y se desmenuzan en un mortero. Se pone ajo a freír y se echa en ese aceite todo el producto cocido. Se añade pimentón y más especias y se va removiendo con el caldo de la cocción, poquito a poco durante el tiempo necesario para conseguir una pasta. Si se quiere se puede pasar por la batidora. Se puede adornar con picatostes.